# کاروان شتر

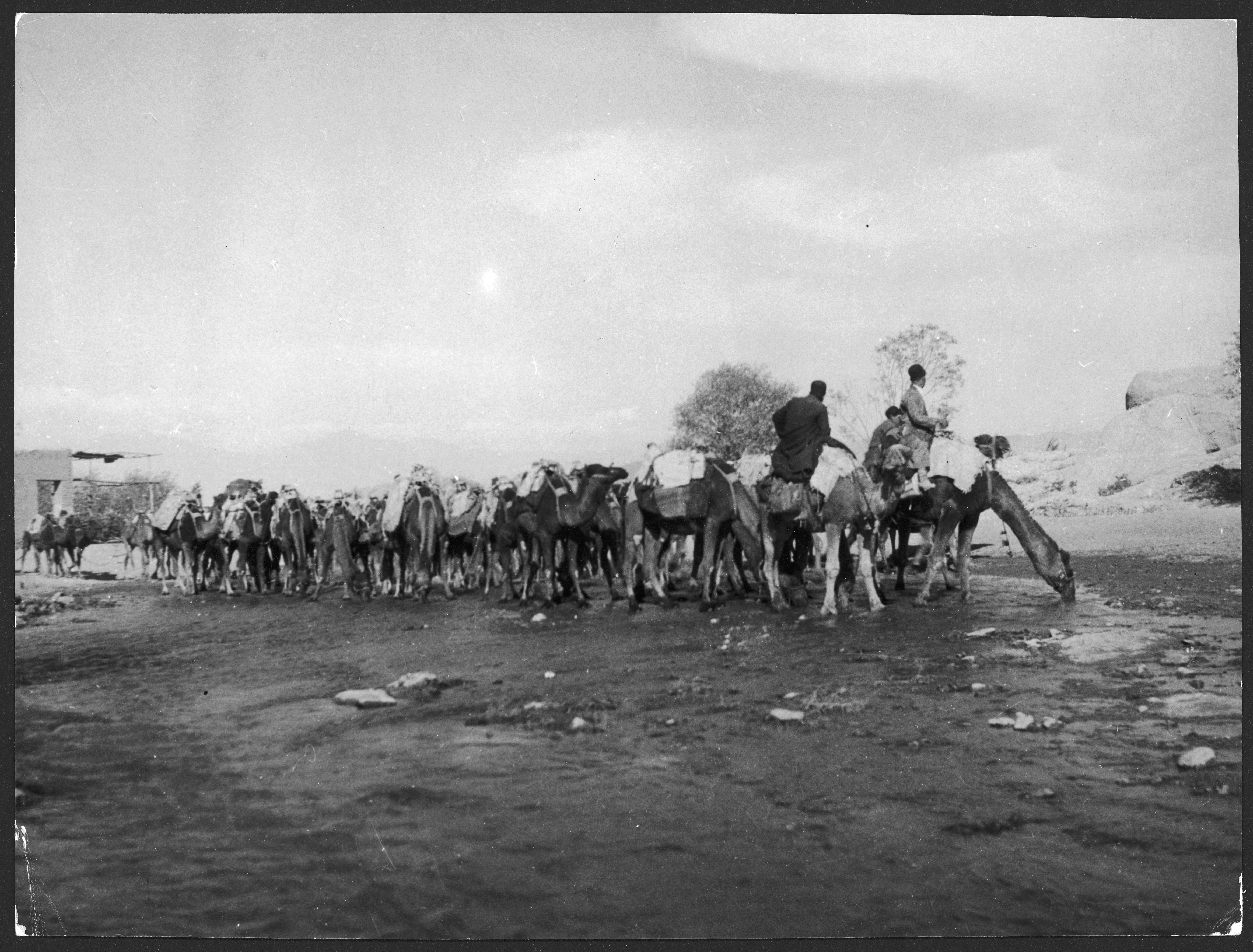
یک کاروان شتر که از تهران به ورامین می‌رفته است (۱۳۱۴ خورشیدی)

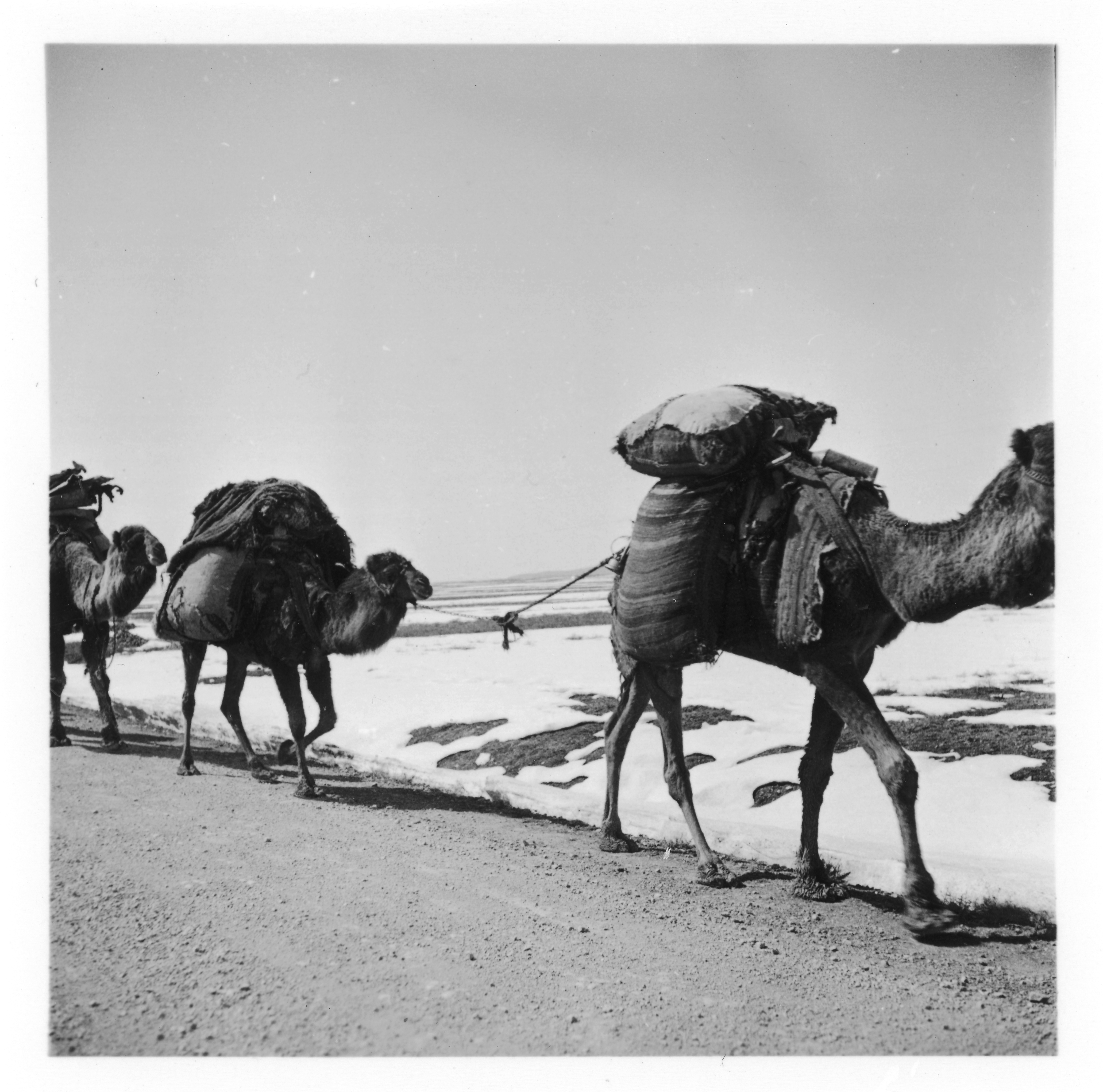
کاروان شتر در راه تبریز (۱۳۱۴)

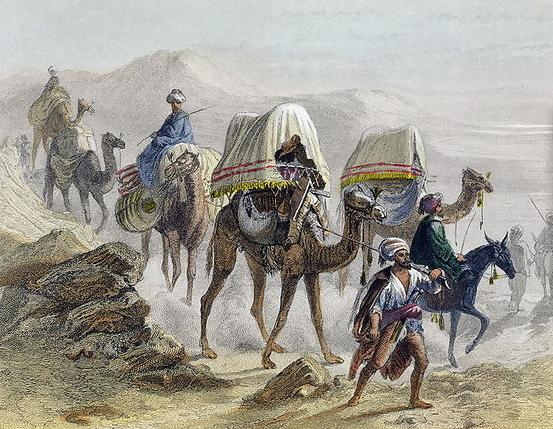
یک نقاشی از کاروان شتر

کاروان شتر به زنجیره‌ای از شترها گفته می‌شود که انسان‌ها برای جابه‌جایی کالا یا مسافر از آنها استفاده می‌کنند. کاروان شتر را شخصی به نام ساربان هدایت و مدیریت می‌کند. استفاده از کاروان شتر تقریباً منسوخ شده است.